# کریستین مارسیال
کریستین مارسیال (انگلیسی: Cristian Marcial؛ زادهٔ ۱۰ ژانویهٔ ۱۹۹۶) بازیکن فوتبال است.
از باشگاه‌هایی که در آن بازی کرده‌است می‌توان به باشگاه فوتبال راسینگ کلوب آویاندا اشاره کرد.